# Lukrecie Nekšovna z Landeku
Lukrecie Nekšovna z Landeku (1582/1584 – 23. března 1614) byla moravská šlechtična, majitelka panství Vsetín, Lukov a Rymice a v letech 1609–1614 manželka Albrechta Václava Eusebia z Valdštejna. Historický význam Lukrecie Nekšovny z Landeku spočívá v tom, že její majetek poskytl Albrechtovi z Valdštejna odrazový můstek pro pozdější vzestup a realizaci vojenských, hospodářských a politických ambicí.

## Rodina a původ

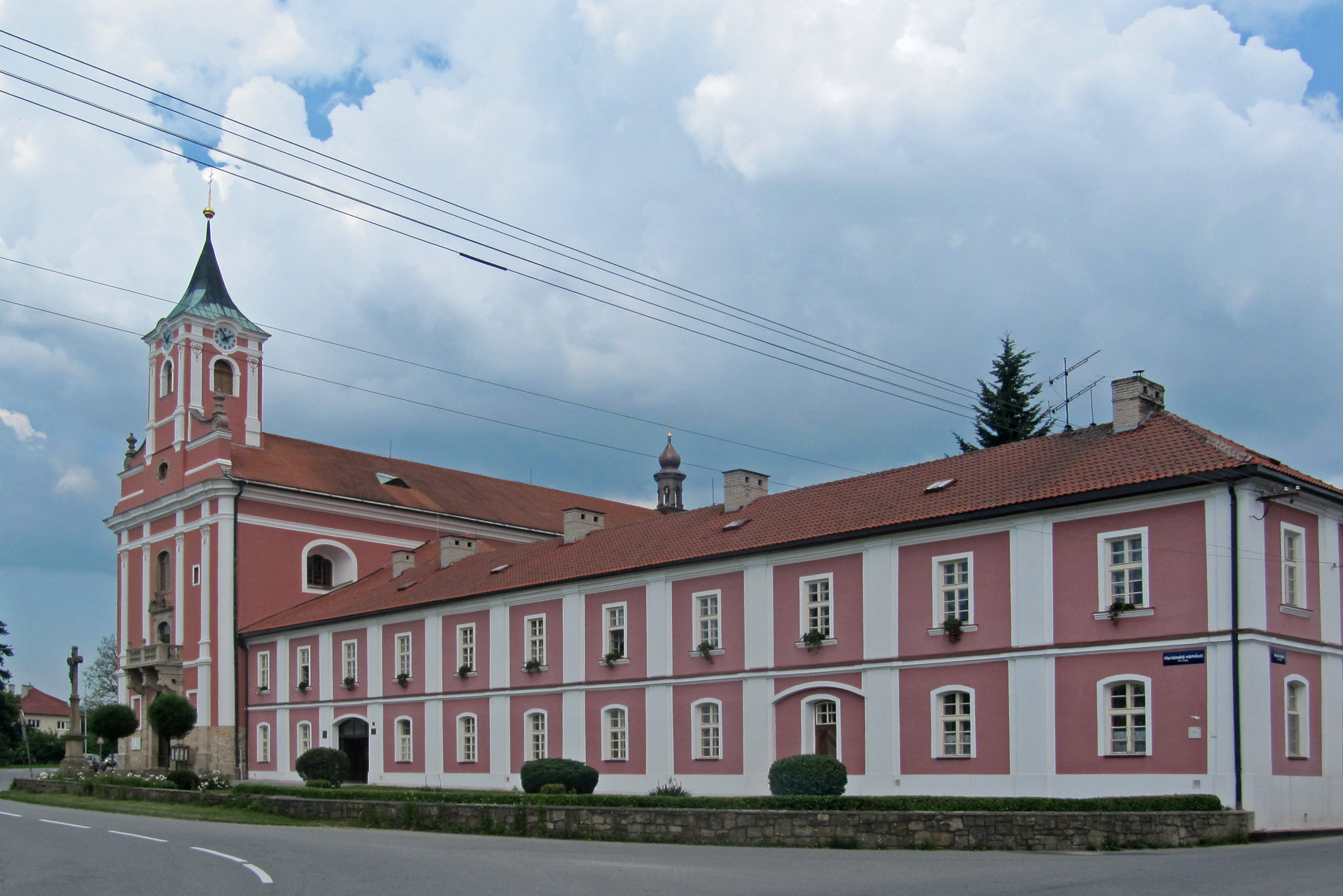
Kartuziánský klášter ve Štípě

Lukrecie Nekšovna z Landeku byla posledním výhonkem Nekšů z Landeku, rodu s erbem kentaura s napjatým lukem. Původ rodu není vyjasněn. Pravděpodobně sahá k Janu Kašparovi a Linhartovi, synům Linharta Nekše, měšťana z Chebu, pošlechtěným roku 1494 s přídomkem z Landeku císařem Maxmiliánem I. Habsburským (1459–1519). K roku 1503 jsou Nekšové doloženi v Kutné Hoře a v první polovině 16. století se objevují na různých místech na Moravě. Zikmund Nekeš z Landeku († 1542) a jeho první žena Dorota rozená z Ayznova sedí na Kuřimi zakoupené roku 1526. Po Dorotině smrti vstupuje Zikmund v manželství s Bohunkou z Víckova († 1535), dcerou Přemka z Víckova na Prusinovicích († 1561), v letech 1547–1561 podkomořího Markrabství moravského a Doroty ze Lhoty († 1524). Z manželství Zikmunda Nekše z Landeku a Bohunky z Víckova pošli dva synové, Jan († 1568) a Přemek († kolem 1562) Nekšové z Landeku. Děd z matčiny strany Přemek z Víckova se po zeťově smrti roku 1542 stává jejich poručníkem. Roku 1547 prodává Kuřim městu Brnu a pro své svěřence získává roku 1548 statky Vsetín a Lukov. Svůj majetek rozšiřuje roku 1555 koupí panství Bystřice pod Hostýnem sousedícím s Prusinovicemi. Na východní Moravě tak vzniká souvislá nekšovsko-víckovská enkláva.
Bratři Jan a Přemek Nekšové z Landeku převzali správu Vsetína a Lukova do vlastních rukou roku 1556. Přemek Nekeš z Landeku, ženatý s blíže neznámou příslušnicí víckovského rodu záhy umírá aniž by zanechal potomky a Jan Nekeš z Landeku se stává jediným držitelem obou panství. Ani on není obdařen pevným zdravím, od roku 1566 churaví, v prosinci 1567 pořizuje testament vložený v lednu roku 1568 do Moravských zemských desk. Umírá roku 1568 a je uložen do poutního kostelíka ve Štípě, tradičního pohřebiště lukovských pánů. Zanechává nezletilé syny Zikmunda († 1591) a Václava († 1606) Nekše z Landeku, pozdějšího otce a strýce Lukrecie. Jan Nekeš z Landeku určil syny univerzálními dědici. Poručníky ustanovil svou choť Barboru rozenou Bítovskou ze Slavíkovic († 1576), jíž vykázal za vdovské sídlo dvorec ve Slušovicích, bratra své ženy Jana Záviše Bítovského ze Slavíkovic, bratrance Přemka z Víckova na Bystřici pod Hostýnem a Zdeňka Kavku z Říčan (1545–1582) na Vizovicích a od roku 1574 na Brumově. Pokud by Zikmund i Václav Nekšovi z Landeku zemřeli před dosažením plnoletosti a převzetím otcovského dědictví, měl být majetek rozdělen mezi poručníky. Faktická správa sirotčího majetku připadla Zdeňku Kavkovi z Říčan, který ji vykonával do roku 1578. Když se asi dvacetiletý Zikmund Nekeš z Landeku i za mladšího ještě neplnoletého bratra Václava ujal dědictví, nebyl Zdeněk Kavka z Říčan s to doložit, co se stalo s hotovostí ve výši 7 775 zlatých zanechanou Janem Nekšem z Landeku. Zikmund pohnal bývalého poručníka k soudu a spor se vlekl ještě po Kavkově smrti.

#### Rodiče Lukrecie Nekšovny z Landeku: Zikmund Nekeš z Landeku († 1591) a Mandalena Muchkovna z Bukova
Zikmund Nekeš z Landeku vstoupil v mládí do dvorské služby. Císař Rudolf II. Habsburský (1552–1612) ho jmenoval do úřadu truksasa (stolníka). Dvorní hodnost se promítla do svatebního daru, (nejspíše stříbrného) poháru v hodnotě 40 zlatých, který Zikmund obdržel od císaře k sňatku uzavřenému na jaře nebo v létě roku 1581 s Mandalenou Muchkovnou z Bukova, z rytířského rodu původem ze západních Čech. Jedna rodová linie Muchků z Bukova se usadila na Tchořovicích u Blatné, jinou větev pojila služba s Rožmberky. Předci Mandaleny Muchkovny z Bukova hledali uplatnění v zemských úřadech a pohybovali se zřejmě stejně jako Zikmund Nekeš z Landeku v blízkosti císařského dvora. Jistý Jan Muchek z Bukova († 1547) zdědil ve čtyřicátých letech 16. věku po Jiřím z Adlaru tvrz Chodov. Po Janovi držel Chodov do roku 1558 jeho syn Vilém Muchek z Bukova zastávající v letech 1560–1568 úřad karlštejnského purkrabí za rytířský stav. V této funkci mu připadla důležitá reprezentativní úloha při vydání korunovačních klenotů pro přípravu korunovace Maxmiliána II. Habsburského (1527–1576) českým králem, při korunovaci v chrámu sv. Víta 20. září 1562 i následném banketu. Manželka Viléma Muchka z Bukova jménem Lukrecie se účastnila korunovačního banketu. Vilém Muchek z Bukova († 1569), syn Jana Muchka z Bukova a Eleny z Mělnic a Lukrecie rozená Vřesovcová z Vřesovic a Doubravské Hory († před 1576) byli s velkou pravděpodobností rodiči Mandaleny či Magdaleny Muchkovny z Bukova, choti Zikmunda Nekše z Landeku. Mandalena brzy umírá a Zikmundovi zůstává z krátkého manželství jediné dítě, dcera Lukrecie. V červenci roku 1585 vešel Zikmund Nekeš z Landeku v druhé manželství s Annou z Kunštátu, dcerou Viléma Kuny II. na Smilheimu (Vizovicích) z boleradické větve pánů z Kunštátu. Jak již roku 1934 dokázala pracovnice historického oddělení Moravského zemského muzea v Brně a autorka odborné literatury Vlasta Fialová (1896–1972) na základě archivních pramenů a genealogie Nekšů z Landeku, je narození Lukrecie Nekšovny z Landeku poměrně přesně ohraničeno datem prvního a druhého sňatku jejího otce. Na svět nemohla přijít dříve než roku 1582 a ne později než na začátku roku 1585.

## Život

#### Dětství a mládí (1582/1585–1599)

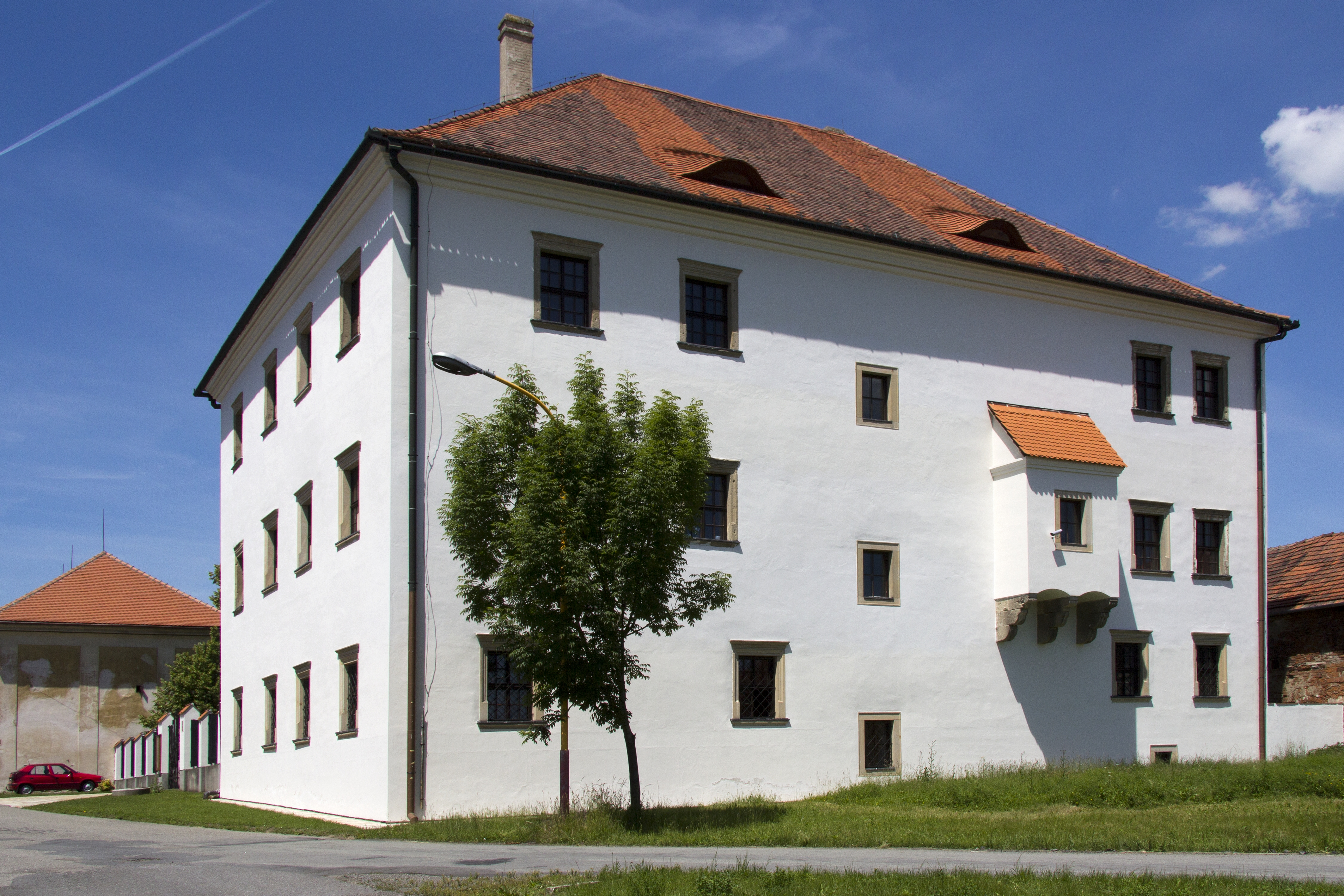
Tvrz Rymice

Zikmund Nekeš z Landeku zemřel roku 1591, aniž by v manželství s Annou z Kunštátu, která se posléze vdává za Václava Tetoura z Tetova na Vizovicích, zplodil další potomky a Lukrecie se stává dědičkou Vsetína. Snad již po smrti matky, nejpozději po smrti otce se jí ujímá strýc Václav Nekeš z Landeku, pán na Lukově, od roku 1586 v prvním manželství ženatý s Barborou Podstatskou z Prusinovic († 1599), dcerou Jana Podstatského z Prusinovic († 1580). Pravděpodobně pod vlivem strýce Václava Nekše z Landeku a tety Barbory Podstatské z Prusinovic konvertovala Lukrecie ke katolictví nebo jimi již byla v katolické víře vychována. Během poručnické správy Václava Nekše z Landeku mizí z vsetínského panství veškeré zprávy o dříve tam působících evangelických kněžích. Barbora Podstatská z Prusinovic přinesla do manželství s Václavem Nekšem z Landeku panství Rymice s dvorcem a roku 1587 přijala manžela za spolumajitele. Václav Nekeš z Landeku si Rymice ležící blíže hlavních cest než Lukov vybral za hlavní rezidenci a nechal dvorec na Moravě působícími italskými staviteli rozšířit na pohodlnou tvrz.

#### První sňatek s Arklebem z Víckova (1599–1608)
Lukrecie Nekšovna z Landeku neměla nouzi o nápadníky, jmenovitě známe pouze dva, za něž se přimlouval císař Rudolf II. Habsburský, roku 1595 za Albrechta z Šlejnic a roku 1598 za Viléma Doubravského z Vřesovic na Podsedicích, příbuzného Lukrecie z matčiny strany. Strýc Václav Nekeš z Landeku oba odmítl, což svědčí o tom, že na rozdíl od zesnulého bratra Zikmunda, Lukreciina otce, nebyl závislý na panovnické přízni a mohl si dovolit nezohlednit přání zeměpána. Když se po Velikonocích roku 1598 naskytla možnost nové aliance Nekšů s Víckovci, zamluvil Václav Nekeš z Landeku svou neteř Arklebovi z Víckova na Prusinovicích (1561–1608). Ke svatbě došlo počátkem roku 1599.
Arkleb byl synem Jana Viléma z Víckova (1534–1583), nevlastního bratra Lukreciiny prababičky Bohunky z Víckova a Anny Černohorské z Boskovic († 1571). Z manželství s Annou Sedlnickou z Choltic († 1587) a Felicií neboli Šťastnou Pražmínkou z Bílkova († 1598), dcerou Jana mladšího Pražmy z Bílkova (kolem 1544–1599) a Barbory, dcery Viléma z Žerotína na Starém Jičíně, Hustopečích a Kolnštejně a Jitky ze Šternberka, se nedočkal přeživších potomků. Od roku 1594 byl Arkleb z Víckova přísedícím moravského zemského soudu. Za tímto účelem si nechal pořídit opis „Knihy Tovačovské“, kterou později odkázal svému příteli Karlovi staršímu z Žerotína. V Brně a Olomouci, kde se střídavě scházel zemský sněm a konaly zemské soudy vlastnil dům.
Arkleb z Víckova se hlásil k evangelické víře, není ale jasné, zda k luteránům nebo Jednotě bratrské. V konfesijních záležitostech zastupoval umírněné pozice v duchu svého přítele Karla staršího z Žerotína (1564–1636) a snažil se o sblížení protestantských církví na Moravě. Moravská šlechtická obec se tehdy v otázkách víry chovala pragmaticky a nábožensky smíšená manželství nebyla ničím výjimečným. Náboženství hrálo při výběru manželky či manžela mnohem menší roli než původ a majetek. Každý z manželů se samozřejmě mohl držet svého vyznání. Tolerantní přístup Arkleba a Lukrecie k náboženství druhého partnera dosvědčuje finanční podpora zástupců a propagátorů jejich vlastní víry. Arkleb například roku 1606 podpořil vydání evangelického kancionálu s 1200 písněmi Tobiáše Závorky Lipenského (1553–1612), kněze luteránské církve. Lukrecie financovala polského rodáka a katolíka Bartoloměje Paprockého z Hlohol (1540/1543–1614), který jí roku 1607 dedikoval spisek Rozmlouvání kolátora s farářem velmi pěkné, každému křesťanskému člověku užitečné.

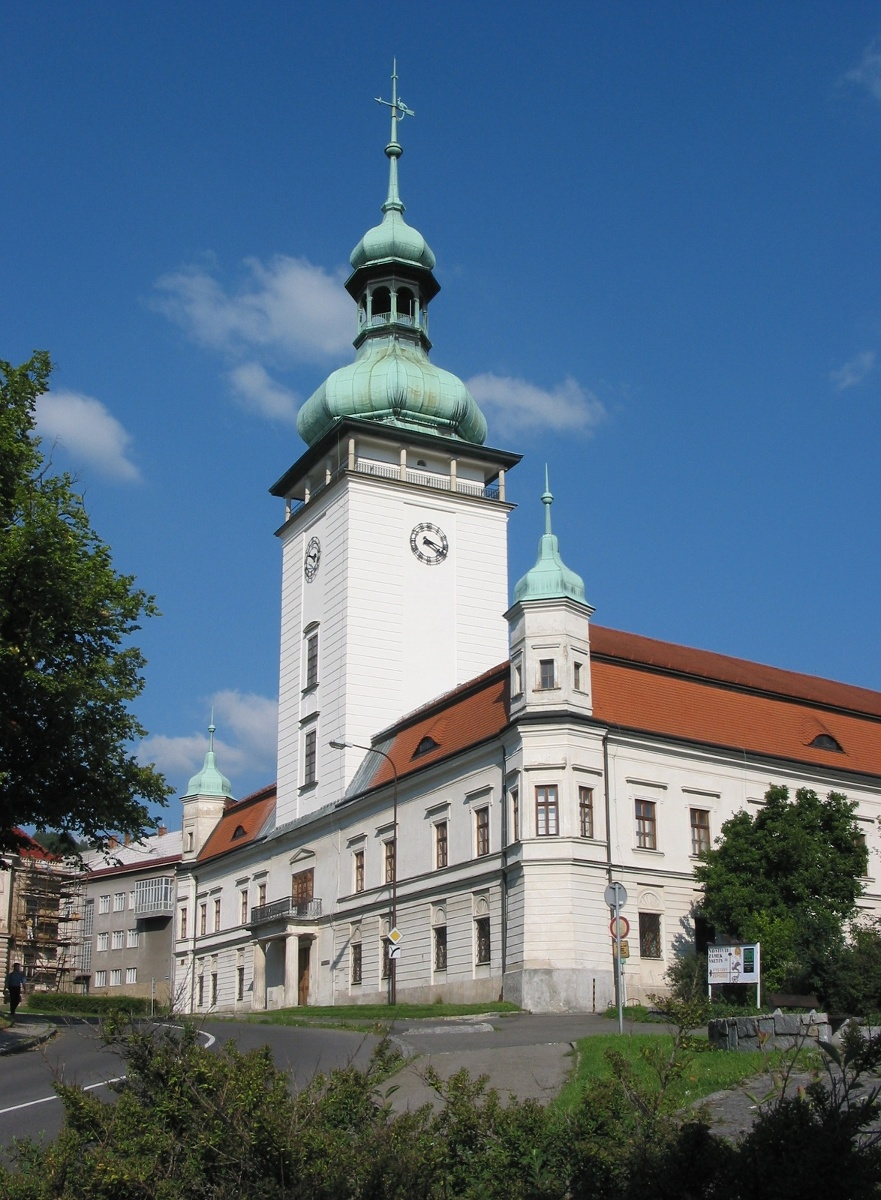
Zámek Vsetín

Zprávu o sňatku Lukrecie Nekšovny z Landeku s Arklebem z Víckova zanechal Jáchym Bítovský ze Slavíkovic na Malenovicích († 1610), od roku 1602 ženatý s Arklebovou neteří Annou Marií z Víckova. Jáchym Bítovský ze Slavíkovic doplňoval svůj výtisk Paprockého Zrcadla slavného Markrabství moravského (Olomouc, 1593) genealogickými údaji ke spřízněným a známým rodinám. O Lukrecii si poznačil: "Dána potom v stav sv. manželství uroz. a st. rytíři Arklebovi z Víckova na Prusinovicích a Vsetíně. Pro její pobožný a právě křesťanský život p. B. R. jí potomky dáti". Arkleb z Víckova je podle Jáchyma Bítovského ze Slavíkovic pánem na Vsetíně. Spoluvlastníkem Lukreciina vsetínského panství se stal buď již ve svatební smlouvě nebo krátce po svatbě. Vsetín byl sídlem manželů, o čemž svědčí rozšíření gotické tvrze na čtyřkřídlý renesanční zámek a návrat evangelických kněží, které Arkleb potřeboval pro výkon bohoslužeb. Za jeho spoluvlastnictví došlo k posílení ekonomiky vsetínského panství, urovnání desetiletí přetrvávajících hraničních sporů s vlastníky sousedních statků na Moravě a v Uhrách a vyřešení konfliktů s poddanými.

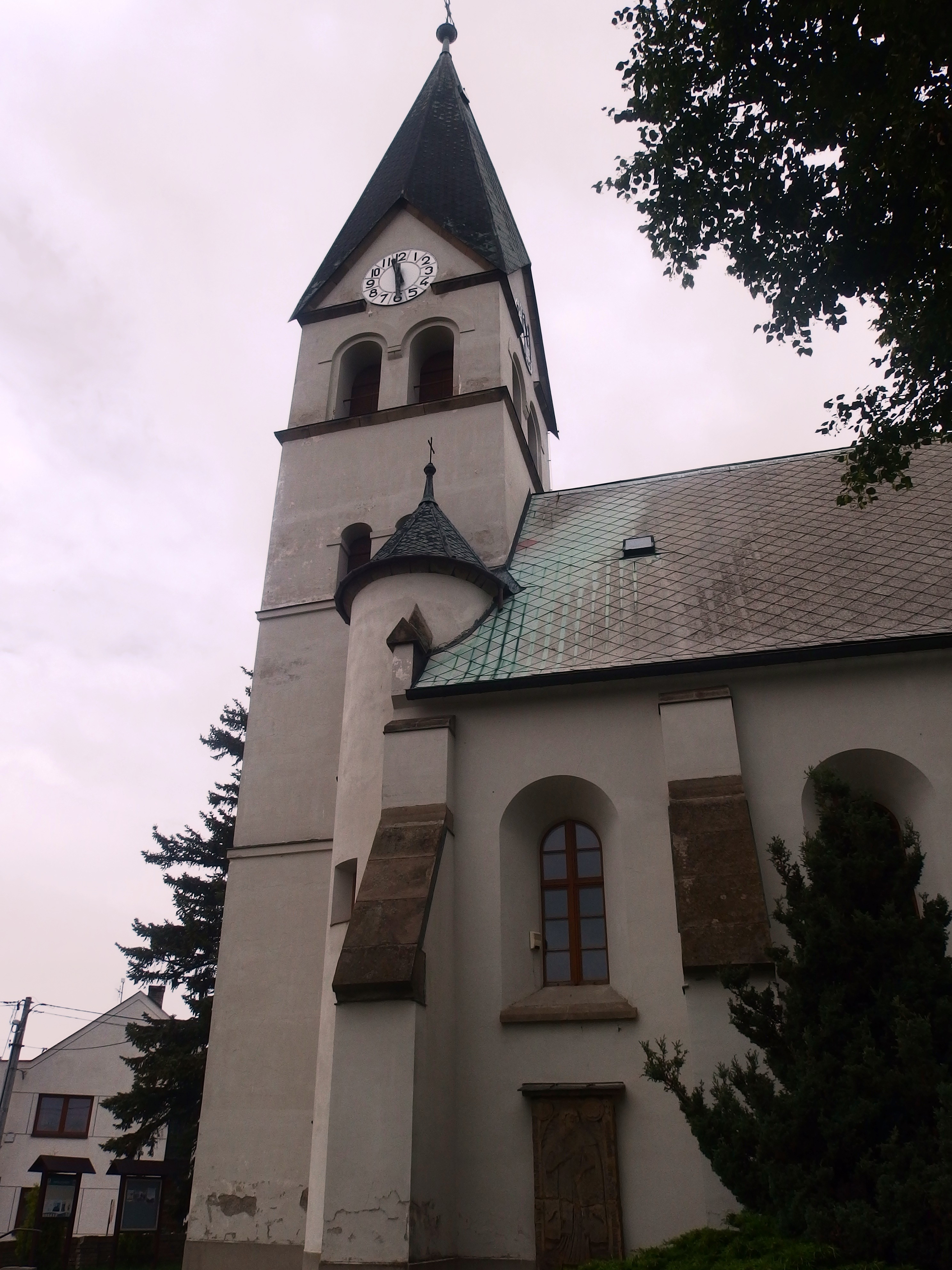
Kostel sv. Kateřiny, Prusinovice

Rytíř Arkleb z Víckova zemřel na podzim roku 1608, aniž by ze tří manželství zanechal potomky. Byl pohřben do hrobky v kostele sv. Kateřiny v Prusinovicích, tehdy evangelickém a zasvěceném Svaté Trojici, který nechal roku 1601 opravit a přistavěl věž. Z nápisu na jeho náhrobníku zdokumentovaném v kostelním inventáři z roku 1805 a ztraceném při přestavbě kostela roku 1865 vyplývá, že Lukrecie jej stejně jako na Vsetíně učinila spolumajitelem panství Lukov a Rymice zděděných po Václavu Nekšovi z Landeku. Statek Prusinovice připadl po Arklebově smrti jeho bratrovi Vilémovi z Víckova na Bystřici po Hostýnem. Domy v Brně a Olomouci zdědil synovec Jan Adam z Víckova, syn Jana Přemka z Víckovic na Čejkovicích († 1590).

#### Druhý sňatek s Albrechtem z Valdštejna (1609–1614)

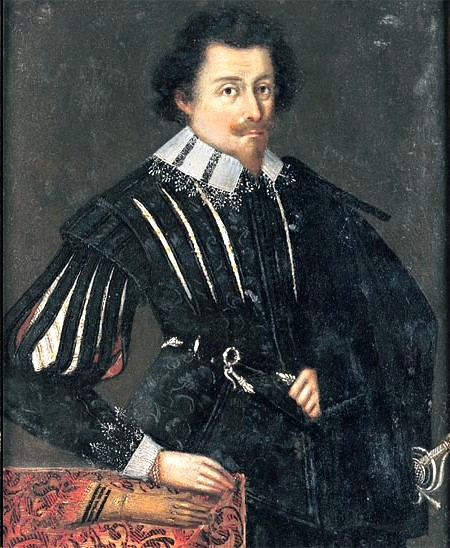
Albrecht z Valdštejna, kolem 1620

Lukrecie Nekšovna z Landeku byla po smrti prvního muže nejvýše šestadvacetiletou, bezdětnou vdovou, majitelkou panství Vsetín, Lukov a Rymice. V květnu 1609 vstoupila v manželský stav s českým šlechticem Albrechtem Václavem Eusebiem z Valdštejna (1583–1634). Za sňatkem nestáli olomoučtí jezuité, dychtící zachovat jeden z největších moravských majetků v katolických rukou, jak tvrdívali starší Valdštejnovi životopisci, kladoucí jeho ženitbu do souvislosti s obrácením se ke katolickému vyznání. Prostředníkem se jeví přední moravský politik Karel starší z Žerotína (1564–1636), vdovec po sestře Albrechta z Valdštejna Kateřině Anně († 1605).  Karel starší z Žerotína znal Lucreciina strýce Václava Nekše z Landeku i jejího zesnulého manžela Archleba z Víckova a byl velmi dobře informován o jejích majetkových poměrech. Z osobních, politických a v neposlední řadě i ekonomických důvodů si přál, aby Valdštejn zakotvil na Moravě. Za prvé jej se švagrem pojilo blízké přátelství. Za druhé umírněný katolík Albrecht z Valdštejna s vazbou na dvůr arcivévody Matyáše mohl posílit Žerotínovo postavení ve stavovské obci. Zatřetí věno po Valdštejnově zesnulé sestře ještě nebylo vyplaceno. Ovdovělá Lukrecie Nekšovna z Landeku přinášela do manželství nejen obvyklé věno, nýbrž vlastní rozsáhlý majetek. Vyhlídka na zbohatnutí nebo alespoň vylepšení finanční situace pomocí sňatku byla legitimním kritériem při výběru nevěsty a rozšíření majetku jednou z obvyklých sňatkových strategií šlechty. Albrecht z Valdštejna přinášel do manželství symbolický kapitál, původ z významného starožitného panského rodu spřízněného s řadou českých a moravských panských i rytířských rodů.
Po sňatku s Lukrecií Nekšovnou z Landeku se Albrecht z Valdštejna zapojil do politického dění v Moravském markrabství. Zemské stavy připravující se na válečné vyvrcholení mocenského konfliktu mezi císařem Rudolfem II. a jeho mladším bratrem Matyášem, od roku 1608 vládcem Rakous, Uher a Moravy, využívaly jeho vojenské expertízy. Na zemském sněmu konaném v březnu 1610 byl jmenován válečným poradcem nejvyššího moravského vojenského velitele Karla staršího z Žerotína. V červnu téhož roku byl pověřen naverbováním, výcvikem a velením 600 mušketýrů. Lednový sněm roku 1611 jej vyslal k jednání s kondotiérem Rudolfem z Tiefenbachu (1582–1653) o postavení vojska o síle 1500 mužů. V březnu 1611 táhl jako jeden z velitelů moravské jízdy po Matyášově boku na Prahu. Konflikt skončil nekrvavě Rudolfovou abdikací. Roku 1612 strávil Albrecht z Valdštejna několik měsíců v Itálii. Navštívil i jedno ze středisek mariánského kultu, poutní místo Loreto. Nedochovaly se doklady o tom, zda Lukrecie cestovala s chotěm do Itálie, k Matyášovu vídeňskému dvoru a na moravské zemské sněmy konané střídavě v Brně a v Olomouci nebo zda se doma starala o hospodářskou prosperitu panství. Když Albrecht z Valdštejna v srpnu 1613 doprovázel císaře Matyáše na říšský sněm v Řezně, zdržovala se na Vsetíně. Pravděpodobně už tehdy byla vážně nemocná. Začátkem září psal Karel starší z Žerotína Valdštejnovi, že by mu přál aby raději na Vsetíně než v Řezně byl. Albrecht řezenský sněm nakonec předčasně opustil a koncem září 1613 se vrátil k manželce. Lukrecie Valdštejnská z Landeku zemřela na vsetínském zámku na Květnou neděli 23. března 1614.

#### Dědictví po Václavovi Nekšovi z Landeku (1607)
Václav Nekeš z Landeku se roku 1600 stal přísedícím moravského zemského soudu za rytířský stav. Dosáhnout úřadu podkomořího Markrabství moravského uvolněného roku 1602 se mu přes podporu olomouckého biskupa Františka z Ditrichštejna nepodařilo. Roku 1604 byl povýšen do panského stavu. Brzy po této události si musel uvědomit, že jeho rod nebude mít pokračování, neboť ze tří manželství neměl potomky. Na císaři Rudolfovi II. si vyžádal mocný list opravňující ho ke svobodnému odkazu majetku. V závěti intabulované v červenci 1606 do Moravských zemských desk zřídil dědickou formu připomínající svěřenství. Veškeré statky odkázal neteři Lukrecii Nekšovně z Landeku, která jich mohla užívat až do smrti, poté měly neztenčené a nezatížené dluhy připadnout jejímu choti Arklebovi z Víckova. V případě, že by Arkleb zemřel před Lukrecií, měly po její smrti připadnout Arklebovu bratrovi Vilémovi z Víckova na Bystřici pod Hostýnem († 1610) a po něm po dobu trvání rodu vždy nejstaršímu mužskému členu Víckovců. Testamentární ustanovení odůvodnil přáním, aby ve spřízněném a spřáteleném rodě z Víckova zůstala na něj a jeho vlastní rod Nekšů z Landeku zachována trvalá památka. Závěť se rovněž týkala zaopatření jeho třetí ženy Marie hraběnky z Thurnu († před 1613), dcery významného moravského luterána Jeronýma Václava z Thurnu na Vlasaticích a Dolních Dunajovicích († 1613). Ponechal jí na vůli zvolit si vdovské sídlo na Lukově nebo Rymicích, kde jí i s čeládkou příslušelo náležité živobytí. Pokud by se rozhodla žít mimo nekšovská panství, náležel jí až do znovuprovdání roční důchod ve výši 1 500 zlatých. Václav Nekeš z Landeku zemřel v únoru 1607 a byl uložen do kostelní hrobky v Rymicích. Mezi vdovou a dědičkou došlo k třenicím. Marie z Thurnu si stěžovala císaři, že jí Lukrecie sebrala svršky a klenoty.
Necelý rok po svatbě s Albrechtem z Valdštejna nechala Lukrecie v lednu roku 1610 u příležitosti zemského sněmu vložit do Moravských zemských desk smlouvu, v níž svého druhého chotě přijala za spolumajitele a v případě své smrti za dědice panství Vsetín, Lukov a Rymice, ačkoliv dle testamentu strýce Václava Nekše z Landeku měl Lukov a Rymice připadnout Víckovcům. Po smrti Lukreciina prvního manžela Arkleba z Víckova žili již jen dva mužští příslušníci tohoto rodu, Arklebův bratr Vilém z Víckova sedící na Bystřici pod Hostýnem a synovec Jan Adam z Víckova na Čejkovicích (1589–1627). V červnu 1610 uzavřela Lukrecie s Janem Adamem z Víckova smlouvu, v níž se za odškodné ve výši 8 000 zlatých moravských za sebe, strýce Viléma z Víckova a všechny ostatní nápadníky zřekl veškerých nároků na dědictví po Václavu Nekšovi z Landeku. Pod pokutou 50 000 zlatých se měl postarat o vyjmutí Nekšova testamentu z Moravských zemských desk a odevzdání tohoto dokumentu Lukrecii. Jan Adam z Víckova část smlouvy o vyjmutí testamentu nesplnil a Lukrecie ho roku 1612 pohnala k soudu. Moravský zemský soud Jana Adama z Víckova z půhonu propustil, takže nemusel platit pokutu. Smlouva z roku 1610 zůstala v platnosti. Vilém z Víckova zemřel roku 1610. Jeho sestra Bohunka z Víckova provdaná za Václava Bítovského z Bítova rozporovala roku 1613 u Moravského zemského soudu smlouvy Lukrecie Nekšovny z Landeku uzavřené s Albrechtem z Valdštejna a Janem Adamem z Víckova. Spor ukončil po Lukreciině smrti císař Matyáš, který Valdštejnovi v březnu roku 1615 vydal mocný list opravňující ho nakládat s majetkem zesnulé manželky dle vlastního uvážení.

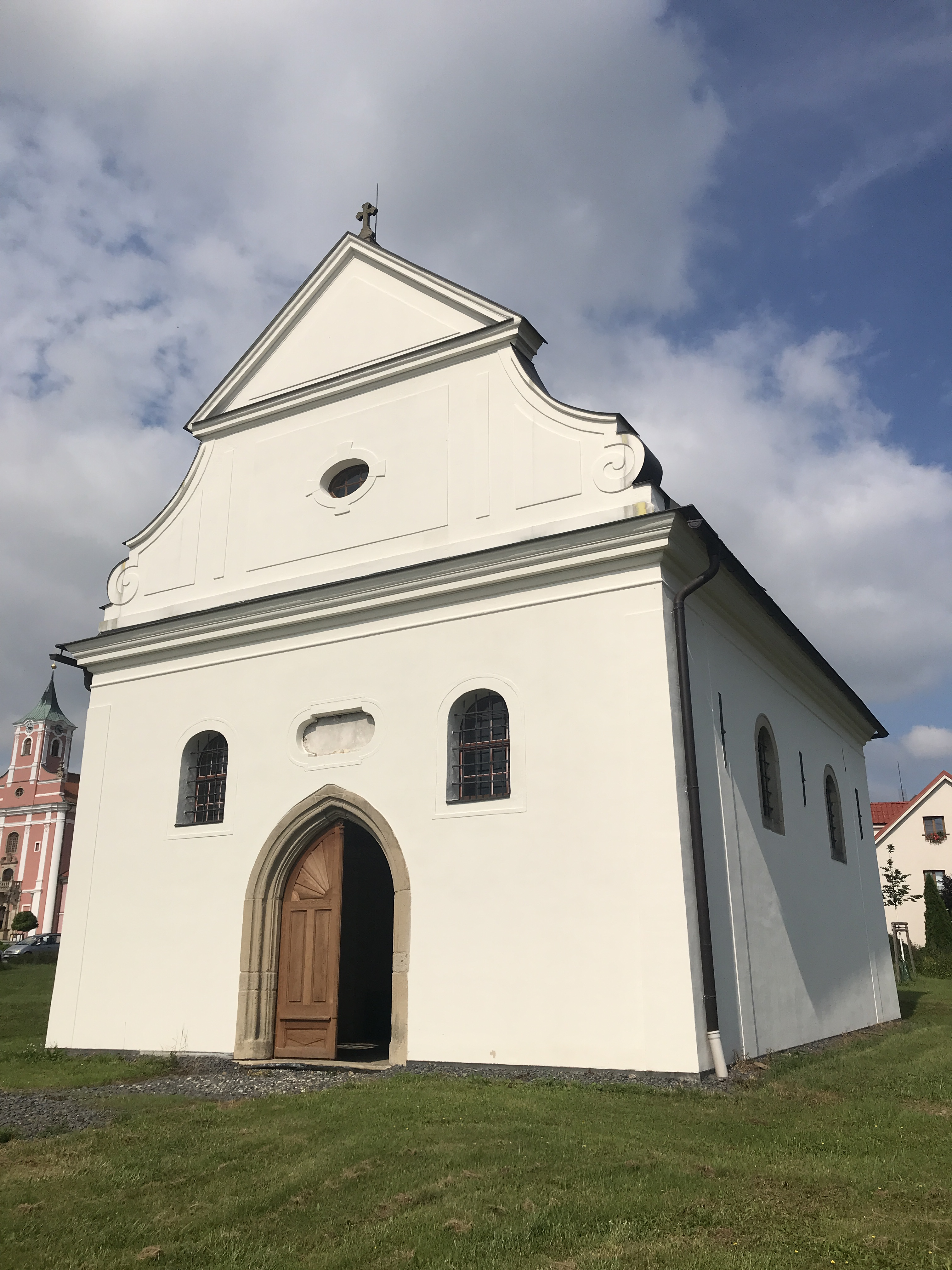
Bývalý poutní kostelík ve Štípě, první pohřebiště Lukrecie Nekšovny z Landeku

## Osud tělesných ostatků po smrti

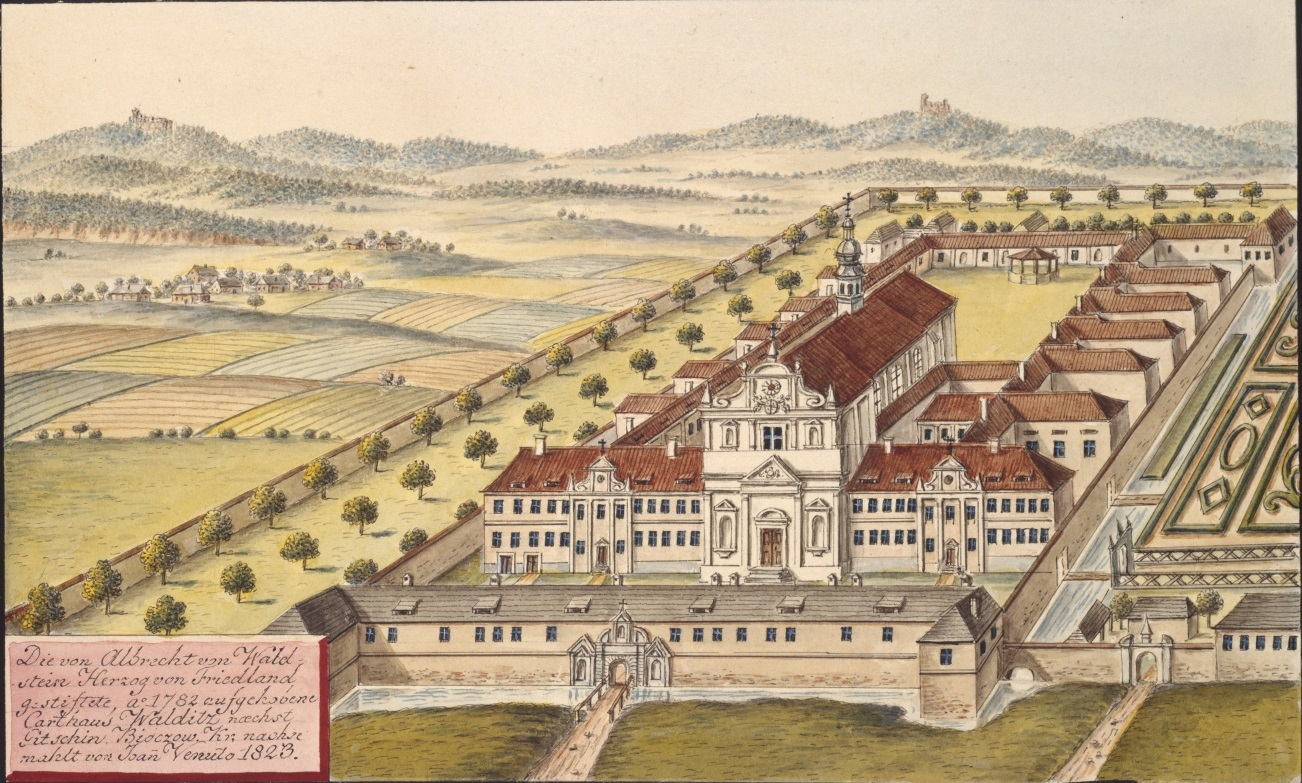
Valdická kartouza, třetí pohřebiště Lukrecie Nekšovny z Landeku

Lukrecie Valdštejnská z Landeku byla v cínové rakvi uložena ke svým předkům do starého gotického kostelíka ve Štípě na lukovském panství. Na smrtelném loži vyjevila přání založit v tomto poutním místě klášter. Povolat do odlehlé vesnice jezuity se nezdařilo, Albrecht z Valdštejna se proto rozhodl uctít Lukreciinu památku zřízením kartuziánského kláštera s novým kostelem zasvěceným Narození Panny Marie. Základní kámen ke stavbě byl položen za přítomnosti čtyř mnichů z Vallis Josaphat, kartouzy v Dolanech u Olomouce, již roku 1616, fundační listina „pro řeholi kartouzskou a žádnou jinou” byla vystavena 1. března 1617 v Brně, o rok později ji potvrdil olomoucký biskup František kardinál z Ditrichštejna. Stavovská rebelie a následné válečné události několikrát přerušily práce na klášteře prováděné italskými staviteli. Mniši nařčení podobně jako holešovský farář Jan Sarkander (1576–1620) z povolání lysovčíků, žoldáků v polských službách, kteří táhnouce v únoru 1620 na pomoc císaři Ferdinandovi II. zle poplenili východní Moravu, byli vystaveni pronásledování a posléze se vrátili do Olomouce. Už na jaře 1621 je Albrecht z Valdštejna zval z neklidné Moravy do Čech. Původně zamýšlel přenést fundaci na pražskou Malou Stranu, nakonec však, ještě předtím, než se odpoutal od moravského majetku, se rozhodl pro Radim v bezprostřední blízkosti své nové rezidence v Jičíně. „Tělo Lukreciino… odvezl s sebou roku 1623 do Čech a dal pochovati v kostele v Radimi – jako by se ani od mrtvé nechtěl odloučit”, píše historik Zdeněk Kalista, který zasadil přeložení ostatků Lukrecie mylně do roku, v kterém Valdštejn započal s rozprodejem moravských statků, velmi vnímavě však vystihl citový vztah Albrechta k první ženě. Ve skutečnosti došlo k převozu v létě roku 1625. 19. července vystavil Albrecht z Valdštejna přípis pro tehdejšího majitele Lukova, Štěpána Schmidta z Freyhofu († 1632), v němž žádal o vydání Lukreciina těla svému zmocněnci Gerhardovi z Taxisu († 1637), v letech 1624–1631 hejtmanovi Frýdlantského vévodství. 2. září bylo tělo v původní cínové rakvi uloženo v radimském kostele. Když se Valdštejnovi roku 1627 z druhého manželství narodil vytoužený syn Albrecht Karel (1627–1628), vylepšil původní nadaci a vykázal kartuziánům nové místo ve Valdicích. Tam byli z Radimi přeneseni Lukrecie Nekšovna z Landeku i Albrecht Karel z Valdštejna, zesnulý jen několik málo týdnů po narození. Dva roky po chebské vraždě přibyl do kartouzy i její zakladatel.

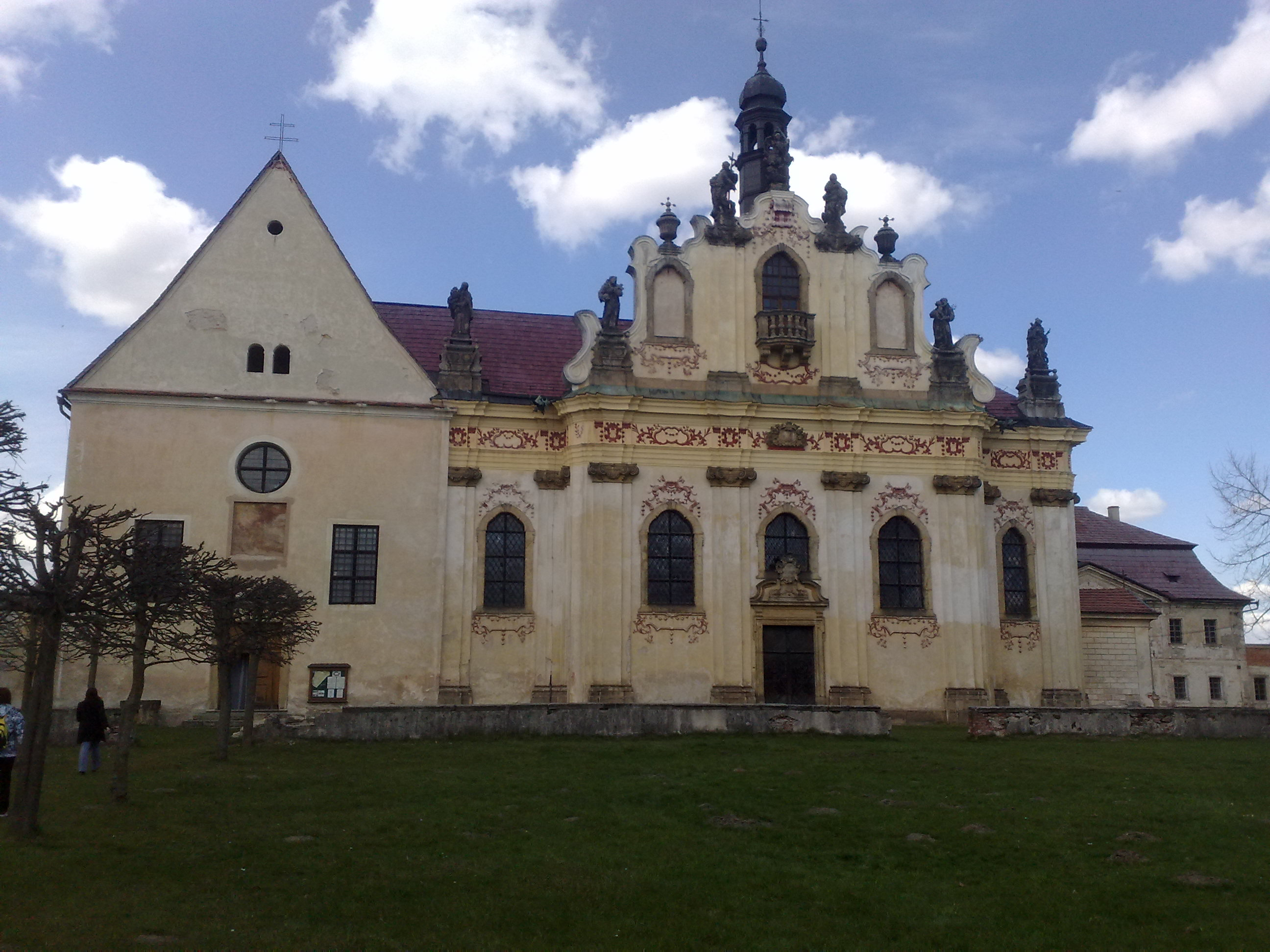
Kaple sv. Anny, Mnichovo Hradiště, čtvrté a poslední pohřebiště Lukrecie Nekšovny z Landeku

Po zrušení valdického kartuziánského kláštera za josefínských reforem byly těla Lukrecie, Albrechta i Albrechta Karla roku 1785 převezeny do Mnichova Hradiště a uloženy v kapli sv. Anny u kapucínského řádového kostela Tří králů. Roku 1921 ohledal pozůstatky dr. Hořice, k Lukrecii se ale nezachovala dokumentace. Roku 1933 zkoumali pozůstatky znovu významný antropolog, profesor Jindřich Matiegka (1862–1941) a docent Jiří Malý (1899–1950). Dle jejich závěrů překvapila dobře zachovaná kostra Lukrecie „celkovou gracilností, malými rozměry a jemností kostí”. Zjistili úplný chrup, stáří odhadli na nejvýše 35 let, tělesnou výšku na 156–157 cm. Lebka je nápadně zaokrouhlená, čelo vypouklé, obličej vyšší, očnice zvláště vysoké, rhombické, značně šikmo položené, nos vysoký a úzký. K její podobě poznamenávájí: … „rysy její lebky dají ovšem tušiti, že nebyla kráskou”.

## Mýtos Vít Pachta
V biografiích o Albrechtovi z Valdštejna se opakuje tvrzení, že manželství mezi ním a Lucrecií Nekšovnou z Landeku ovdovělou z Víckova zprostředkoval olomoucký jezuita Vít Pachta (asi 1567–1618), který chtěl zabránit, aby majetek katolické vdovy padl do rukou nekatolíka. Vít Pachta bývá rovněž uváděn jako kněz, který roku 1606 vedl evangelíka Valdštejna ke konverzi ke katolictví a získal v něm mecenáše Tovaryšstva Ježíšova. Historička a odbornice na církevní dějiny 16.–18. století Ivana Čornejová dokázala, že původním zdrojem této legendy je jezuita a spisovatel Bohuslav Balbín (1621–1688), autor dějin jezuitské koleje v Jičíně, kdysi správního centra Frýdlantského vévodství. Rovněž historik Zdeněk Kalista (1900–1982) je obeznámen s Balbínovým výkladem, že Valdštejnův strýc z matčiny strany, konvertita Jan Kavka z Říčan (kolem 1570-1645), přivedl osiřelého chlapce Albrechta na jezuitskou kolej v Olomouci a svěřil jeho výchovu Vítu Pachtovi, osvědčenému průvodci mnoha konverzí. Bohuslav Balbín, podle vlastního prohlášení Valdštejnův kmotřenec, se pokoušel zdůraznit vliv Tovaryšstva Ježíšova již na mladinkého Valdštejna, aniž by mohl tvrzení o jeho výchově v olomoucké koleji podložil zdroji. Zdeněk Kalista dokládá, že návštěva jezuitské koleje časově ani situačně nezapadá mezi pobyt Albrechta u jeho poručníka Jindřicha Slavaty z Chlumu a Košumberka, přesvědčeného příslušníka Jednoty bratrské, a vstupem do evangelické latinské školy ve slezském Goldbergu. Čas a místo Valdštejnovy konverze ke katolictví nejsou známy. Skutečnost, že byl nejpozději počátkem roku 1607 katolíkem, vyplývá z doporučujícího listu jeho švagra Karla staršího z Žerotína Janovi z Mollartu, komorníkovi arcivévody a pozdějšího císaře Matyáše z 12. února 1607, v němž se Žerotín přimlouvá za přijetí Albrechta z Valdštejna ke dvoru arcivévody. Ve francouzsky psaném listě Žerotín zmiňuje, že Valdštejn „va à la messe“, „chodí na mši“. Starší životopisci rozšířili vliv jezuitů a zejména Víta Pachty, z nějž učinili zpovědníka Lucrecie Nekšovny z Landeku, na volbu Valdštejnovy nevěsty.
Tvrzení o vlivu jezuitů a Víta Pachty na Albrechta z Valdštejna opomíjí mentalitu a sociální chování moravské šlechtické společnosti na počátku 17. století, ačkoliv historiografický výzkum myšlenkového světa, norem chování, tradic a rituálů raně novověké šlechty v Čechách a na Moravě již od 90. let 20. století přináší nové poznatky. Manželství nebylo soukromou záležitostí ženicha a nevěsty. Dotýkalo se obou rodin potažmo rodů a mělo sociální, ekonomický a politický dopad. Finančně zabezpečená vdova jako Lucrecie Nekšovna z Landeku a plnoletý šlechtic s vlastním panstvím jako Albrecht z Valdštejna si podle zemského práva mohli svobodně zvolit partnera. Zemské právo zajišťovalo zároveň příbuzným možnost vyjádření se k zamýšlenému sňatku. Byli to příbuzní, kteří podle striktně dodržovaných tradičních norem a ritů sjednávali rodové aliance.
Duchovní patřili na novověkých šlechtických dvorech k personálu. I v katolických domácnostech byl kaplan nebo zpovědník pouze služebníkem. Kněžím nepříslušelo právo zasahovat do výběru manžela či manželky. Výjimkou mohli být duchovní šlechtického původu, spříznění či příbuzní osob zamýšlejících vstoupit do manželství. Vít Pachta pravděpodobně pocházel z jedné z linií měšťanského, později do šlechtického stavu povýšeného rodu Pachtů z Rájova, za svého života byl ale pouze mnichem poddanského původu, jehož působení v Olomouci není doloženo, viz Vitus Pachta.

## Mýtos „vilná starožitnost“
Tvrzení, že Lukrecie Nekšovna z Landeku byla o řadu let starší než její druhý choť Albrecht z Valdštejna, se poprvé objevuje u saského luteránského kazatele Kristiána Lehmanna (1611–1688), autora kroniky věnující se událostem třicetileté války v Krušnohoří. Kronika vychází z jeho vlastních zážitků a vyprávění současníků a je důležitým svědectvím „orální historie“. O Albrechtovi z Valdštejna přináší ovšem pouze anekdotické zkazky a Lukrecii odsuzuje jako „vilnou starožitnost“ (geile Antiquität) zamilovavší se do mladého vojáka. Valdštejn se s ní oženil kvůli jejím statkům, nedůvěřoval jí ale, neboť na něj žárlila a kdyby brzy nezemřela, byla by jej kouzly zabila. Lehmannovy zkazky převzali pozdější Valdštejnovi biografové a dokonce encyklopedisté. Brockhausův Konverzační lexikon z roku 1848 mluví o Lukrecii jako o „letité vdově“ (betagte Witwe). Ještě na přelomu 19. a 20. století považovali historikové Lukrecii Nekšovnu z Landeku za „ne již mladou“, „nehezkou a již letitou“ (nicht schön und bereits bei Jahren) a Valdštejna za prospěcháře, spatřujícího v nerovném manželství výhodný obchod. Historička Vlasta Fialová, která na základě genealogie Nekšů z Landeku a archivních pramenů s údaji o prvním a druhém sňatku jejího otce vročila narození Lukrecie mezi rok 1582 a začátek roku 1585 upozorňuje, že omyl o stáří první Valdštejnovy manželky i u seriózních historiků mohl vzniknout záměnou jejího otce Zikmunda Nekše z Landeku († 1591) s jejím stejnojmenným pradědem († 1542), pánem na Kuřimi. Dle vývodů Vlasty Fialové mohla být Lukrecie nejvýše o rok starší, ale i o rok mladší než její druhý choť. Ačkoliv rozhodujícím kritériem při volbě manželky byl pro Albrechta z Valdštejna její majetek, nemohlo jít již vzhledem k věku obou manželů opravňujícímu k očekávání potomstva o ryze formální svazek. Svědčí o tom pozdní uzavření druhého Valdštejnova sňatku 9. června 1623 s Izabelou z Harrachu, devět let po smrti Lukrecie a současný převoz jejích tělesných ostatků z původního pohřebiště ve Štípě na mezitím zcizených moravských statcích do Radimi a následné uložení do valdické kartouzy, viz odstavec Osud tělesných pozůstatků po smrti.